# Suderbys

Suderbys är en herrgård i Västerhejde socken på Gotland, Sverige. 

## Historia
Suderbys är en mycket gammal gård med anor sedan vikingatiden. Under 1800-talet innehades gården av ett antal olika ägare bosatta i Visby, vilka använde gården som ekonomisk inkomstkälla och sommarnöje. En av dessa ägare, en af Forsell uppförde den nuvarande mangårdsbyggnaden i herrgårdsstil.
Idag bedrivs hotell och konferensverksamhet på gården.